# Minami (chanteuse)
Pour les articles homonymes, voir Minami (homonymie).
Minami (美波, née le 14 septembre 1997) est une chanteuse et compositrice japonaise originaire de Saitama. 
Elle a d'abord été en contrat avec FlyingDog sous Victor Entertainment, avec lequel elle a remporté le Grand prix lors de la seconde audition de FlyingDog en 2017[réf. nécessaire].
Le 30 juin 2020, Minami signe chez Warner Music Japan. À la suite de ce changement, certains de ses morceaux disponibles sur sa chaine YouTube ont été supprimés.

## Biographie
Minami est née dans la ville de Saitama (préfecture de Saitama). Influencée par les performances live de Yutaka Ozaki au lycée, elle a participé à des activités musicales avec sa guitare. En 2017, elle sort son premier mini-album "Emotional Water" et son premier single "Main Actor". Des ventes limitées ont été réalisées sur Tower Records à Shibuya, Sapporo, Sendai, Nagoya, Osaka, Hiroshima, et Fukuoka.
En 2019, la chanson カワキヲアメク (Kawaki wo ameku) a servi d'Opening à l'anime Domestic Girlfriend ce qui l'a rendue célèbre dans le monde. Début 2021, son clip atteint 100 millions de vues sur YouTube (164 millions de vues en début juillet 2022). Elle a depuis dépassé les 1 million d'abonnés sur sa chaine (1,26 Million).
Minami est souvent accompagnée d'un guitariste (Ōtsuka Takumi) et d'un bassiste (Nan-bu Kazuma) dans ses chansons.

## Discographie

### Singles
- 2018 : main actor
- 2020 : アメヲマツ、(Amewomatsu、)
- 2022 : グッドラッカー (GOOD LUCKER)
- 2023 : ルードルーズダンス (RUDE LOSE DANCE)

#### Divers
- 2018 : 正直日記 (Shōjiki nikki)
- 2018 : ETERNAL BLUE
- アスター (Astor)
- ハル-あと3cmの冬- (Haru - ato 3 cm no fuyu)
- F and B (FとB)
- groping
- issue
- プレッシャーボーイズ (Pressure Boys)
- Deep-sea fish
- 放課後オレンジヒーロー (Hōkago orenjihīrō)
- 留年確定 (Ryūnen kakutei)
- カレーライス (Curry and rice)
- 雪見だいふくの歌 (Yukimidaifuku no uta)
- サイダーみたいだ (Like a cider)
- 星屑のうた ( hoshikuzu no uta)
- deurand
- page of life
- Summer time game
- dear All dear
- Intent
- ソライズム
- 傘を忘れた日
- ヘナ (hena)

#### Collaborations
- 2022 : Opening Urusei Yatsura (2022) アイウエ (aiue) feat. MAISONdes (ja), SAKURAmoti